# Општина Гривица (Галац)
Гривица (рум. Griviţa) општина је у Румунији у округу Галац.
Oпштина се налази на надморској висини од 67 m.